# Pike Island
Pike Island är en ö i Kanada.   Den ligger i territoriet Nunavut, i den östra delen av landet, 2 000 km norr om huvudstaden Ottawa. Arean är 34 kvadratkilometer.
Terrängen på Pike Island är platt. Öns högsta punkt är 158 meter över havet. Den sträcker sig 15,6 kilometer i nord-sydlig riktning, och 11,5 kilometer i öst-västlig riktning.